# Hwaseong, Gyeonggi
Hwaseong (Hán Việt: Hoa Thành) là một thành phố ở tỉnh Gyeonggi, Hàn Quốc.  Thành phố này có diện tích đất nông trại rộng nhất trong các thành phố hoặc huyện ở tỉnh Gyeonggi. Tàu điện ngầm Seoul tuyến 1 chạy qua Hwaseong, dừng ở Ga Byeongjeom. Nhân vật nổi tiếng xuất thân từ Hwaseong có cầu thủ Cha Bum-Kun.
Nơi này nổi tiếng có vụ án giết người hàng lợt khi có 10 nạn nhân bị chết - được cho là do cùng một sát thủ thực hiện đã xảy ra từ năm 1986 đến năm 1991. Nhưng hung thủ vẫn chưa bị bắt. Vụ này đã được Bong Joon-ho viết thành kịch ở Hàn Quốc năm 2003.
Năm 1999, Vụ hỏa hoạn Trung tâm huấn luyện trẻ Sealand (Hangul: 씨랜드 청소년 수련원 화재 사건) đã giết chết 23 người, trong đó có một số trẻ em.
Ngày 27 tháng 11 năm 2007, thành phố này được chọn để xây công viên chủ đề Universal Studios Hàn Quốc, dự kiến khai trương vào năm 2012 với vốn đầu tư 3,1 tỷ USD, dự kiến sử dụng 58.000 lao động.

## Thành phố kết nghĩa
- Uy Hải, Trung Quốc
- Ngô Giang, Trung Quốc
- Tỉnh Phú Thọ, Việt Nam